# Chloe Wells
Chloe Lynn Wells (ur. 4 listopada 1992 w Fontanie) – amerykańska koszykarka występująca na pozycji rozgrywającej.
5 lipca 2019 została zawodniczką Wisły Can-Pack Kraków.
5 sierpnia 2023 trafiła do klubu Enea AZS Poznań. Już 27 grudnia klub poinformował o rozwiązaniu kontraktu za porozumieniem stron.

## Osiągnięcia
Stan na 27 sierpnia 2020, na podstawie, o ile nie zaznaczono inaczej.
NCAA
- Mistrzyni:
  - turnieju konferencji Atlantic Coast (ACC – 2011, 2013)
  - sezonu regularnego ACC (2011–2013)
- Wicemistrzyni ACC (2014)
- Uczestniczka rozgrywek:
  - Elite 8 turnieju NCAA (2011–2013)
  - turnieju NCAA (2011–2014)

Klubowe
- Brąz ligi czeskiej (2018)[6]

Indywidualne
(* – nagrody przyznane przez portal latinbasket.com, eurobasket.com)
- Defensywna zawodniczka roku ligi*:
  - brazylijskiej (2015)
  - czeskiej (2019)[7]
- Zaliczona do*:
  - I składu:
    - ligi czeskiej (2019)[7]
    - zawodniczek zagranicznych ligi czeskiej (2019)[7]

  - II składu ligi czeskiej (2018)[6]
- Liderka w:
  - asystach EBLK (2020)
  - przechwytach:
    - ligi:
      - czeskiej (2019)[7]
      - polskiej EBLK (2020)

    - II ligi hiszpańskiej (2017)[8]